# Johnny Stenberg
Johnny Stenberg, född 3 januari 1925 i Eigersund, död 17 mars 1990, var en norsk konduktör och politiker (Arbeiderpartiet). Stenberg representerade Nord-Trøndelag i Stortinget 1973–1981.